# Robert Weiß (Politikwissenschaftler)
Robert Weiß (* 17. Juli 1946 in Senftenberg als Robert Levy) ist ein deutscher Politikwissenschaftler.

## Leben
Er ist der Sohn des Journalisten Hans Weiß (1912–1992) und der Hildegard Levy.
Nach dem Abitur in Frankfurt (Oder) und seinem Militärdienst in Berlin studierte Weiß Geschichte und Wissenschaftlichen Sozialismus an der Karl-Marx-Universität Leipzig. Danach war er dort als Assistent und Oberassistent tätig. 1976 wurde er an der Leipziger Universität mit einer Arbeit zu politischen Theorien im Marxismus promoviert.
1983 wechselte Weiß an die Akademie für Gesellschaftswissenschaften beim ZK der SED, Institut für Wissenschaftlichen Sozialismus. Noch 1983 wurde er Leiter des Forschungsbereichs „Politisches System“, später „Vergleich Politischer Systeme Sozialistischer Länder“. 1983 habilitierte er sich (Dr. phil. habil. – in der DDR seit 1969 unter der Bezeichnung Dr. sc. phil.) mit einer weiterführenden Arbeit zur Politiktheorie. In dieser Zeit publizierte er zu politikwissenschaftlichen und vergleichstheoretischen Problemen.
Pionierarbeit in der DDR leistete Weiß nicht nur bei der Vorbereitung einer marxistischen Politikwissenschaft, sondern insbesondere auch in Bezug auf die Institutionalisierung einer vergleichenden Systemforschung, die in der DDR bis dahin mit dem Hinweis, dass es sich hierbei um Rückgriffe auf den "bürgerlichen Strukturalismus" handele, abgelehnt wurde.
In Vorbereitung des SED-SPD-Dokuments "Der Streit der Ideologien und die gemeinsame Sicherheit" wirkte Weiß als Konsultant der Autoren. Im Wendejahr 1989/1990 war er zusammen mit Wolfgang Berghofer, Michael Schumann und anderen an der Vorbereitung des Sonderparteitages der SED vom 8./9. und 16./17. Dezember 1989 beteiligt, auf dem Gregor Gysi zum Parteivorsitzenden der in SED-PDS umbenannten Partei wurde.
Nach 1990 arbeitete Robert Weiß für kurze Zeit im Brandenburg-Berliner Institut für Sozialwissenschaftliche Studien e.V. Anschließend war er Projektleiter in der Historischen Kommission zu Berlin und im Kautsky-Bernstein-Kreis tätig.  Von 2000 bis zu seinem Ruhestand war Weiß als freiberuflicher Dozent an  Bildungsinstituten in Berlin tätig.

## Veröffentlichungen
- Über Wesen, Inhalt und Struktur der politischen gesellschaftlichen Verhältnisse. Ein Beitrag zu methodologischen Problemen des wissenschaftlichen Kommunismus. Universität Leipzig, Sektion Marxistisch-Leninistische Philosophie / Wissenschaftlicher Kommunismus, Dissertation A, 1976.
- Chronik eines Zusammenbruchs. Der "heisse" Herbst 1989 und seine Folgen in den Ländern des Warschauer Paktes. Dietz-Verlag, Berlin 1990, ISBN 3-320-01615-6.
- mit Manfred Heinrich: Der Runde Tisch: Konkursverwalter des "realen" Sozialismus: Analyse und Vergleich des Wirkens Runder Tische (= Berichte des Bundesinstituts für Ostwissenschaftliche und Internationale Studien 1991, 4). Bundesinstitut für Ostwissenschaftliche und Internationale Studien, Köln 1991.